# KS Shkumbini Peqin
Der Klubi Sportiv Shkumbini Peqin ist ein albanischer Fußballverein aus Peqin.
KS Shkumbini spielt derzeit in der dritten Liga. Das Stadion Fusha Sportive mit 5.000 Plätzen ist Austragungsort der Heimspiele.

## Geschichte
KS Shkumbini Peqin wurde 1924 gegründet. 1951 erfolgte die Umbenennung in Puna Peqin, jedoch wurde die Namensänderung 1958 rückgängig gemacht.
1994/95 spielte Shkumbini erstmals in der höchsten albanischen Liga, wo man sich bis zur Saison 2012/13 halten konnte.
2017/18 gelang auch in der zweitklassigen Kategoria e parë der Ligaerhalt nicht. Seither spielt der Verein meist drittklassig, gelegentlich zweitklassig.